# Коаксиальные трансформаторы
Коаксиа́льные трансформа́торы (трансформи́рующие ли́нии, после́довательные ка́бельные трансформаторы, трансформаторы по́лных сопротивле́ний) — отрезки коаксиальных линий с заданными электрическими свойствами, предназначенные для согласования сопротивлений в СВЧ-коаксиальном тракте.
Коаксиальные трансформаторы бывают двух видов — четвертьволновые и экспоненциальные. В некоторых случаях трансформаторы изготавливают не в коаксиальном, а в двухпроводном варианте.

## Четвертьволновой трансформатор
- Четвертьволновой трансформатор — отрезок СВЧ линии передачи, длина которой (с учётом её коэффициента укорочения) равна четверти длины волны, возбуждаемой в этой линии.

Входное сопротивление такого отрезка обратно пропорционально сопротивлению его нагрузки:
ZВх = ρ2 / ZВых
где Z — входной и выходной импеданс, ρ — волновое сопротивление отрезка линии.
- Трансформатор обеспечивает эффективное согласование в полосе частот ±20 % от средней частоты.
- Конструктивно четвертьволновой трансформатор выполняется в виде отрезка кабеля или как самостоятельное устройство в виде отрезка жёсткой коаксиальной линии с разъёмами.

## Экспоненциальный трансформатор
- Экспоненциальный трансформатор — линия с плавно меняющимся волновым сопротивлением по экспоненциальному закону, позволяющяя согласовывать участки СВЧ тракта с разным сопротивлением.
- В отличие от четвертьволновых трансформаторов, экспоненциальный трансформатор обладает более широким диапазоном рабочих частот. Плавное изменение волнового сопротивления достигается изменением диаметра центрального проводника коаксиала или изменением расстояния между проводниками (для двухпроводной линии).
- коаксиальные экспоненциальные трансформаторы изготавливаются как самостоятельные устройства, в виде отрезка жесткой коаксиальной линии с с разъёмами, в связи с трудностью изготовления строго экспоненциального профиля центрального проводника, он обычно делается конусообразным, сглаженным на концах.
  - Примеры коаксиальных трансформаторов, выполненных в виде самостоятельных устройств: Э1-17, Э1-18, ИТС 1к, ИТС 5к, ИТС 20к и др.

## Основные нормируемые характеристики
- Номинальные значения сопротивлений входа и выхода.
- Диапазон частот.
- Предельный КСВ в диапазоне частот.
- Вносимые потери.
- Предельные значения сопротивлений входа и выхода.